# Комптон, Карл Тэйлор
Карл Тэйлор Комптон (1887—1954) — американский физик, член Национальной АН.

## Биография
Брат А. Комптона. Окончил Вустерский колледж (1909), в 1912 году получил степень доктора философии в Принстоне. В 1915—1930 годах — работал в Принстоне (с 1919 года — профессор), в 1930—1948 годах — президент Массачусетского технологического института.
Исследования по термоэлектричеству, физике кристаллов, рентгеноструктурному анализу, фотоэффекту, термоионной эмиссии, ионизации.
Президент Американского физического общества (1927—1929).
Премия Б. Румфорда (1931), Дж. Пристли (1954). В его честь учреждена Медаль Комптона.